# Dno
Dno (del ruso: Дно) es un pueblo del óblast de Pskov, en Rusia, centro administrativo del raión de Dnovsky. Se encuentra a 113 km al sudeste de Pskov. Contaba con 8800 habitantes en 2010.

## Historia
La historia de Dno se inicia con la fundación de la ciudad como centro ferroviario en 1897. Dno se sitúa en la intersección de dos vías férreas: Pskov-Bologoye y San Petersburgo-Kiev. La ciudad es en cierta medida dependiente del ferrocarril y de sus actividades relacionadas.
El 2 de marzo de 1917 el zar Nicolás II firmaba su abdicación en la estación de ferrocarril de la localidad. En 1925 consiguió el estatus de ciudad.
Durante la Segunda Guerra Mundial fue ocupada desde el 18 de julio de 1941 por la Wehrmacht de la Alemania Nazi hasta su liberación el 24 de febrero de 1944 por las tropas del Frente de Leningrado y del Segundo Frente del Báltico en el marco de la operación Leningrado-Nóvgorod.
A 4 km al sur de Dno se encontraba durante la Guerra Fría una base aérea demolida durante la década de 1990, de la que quedan algunos restos.

## Demografía
| 1926  | 1959   | 1970   | 1979   | 1989   | 2002   | 2008  | 2018  |
| ----- | ------ | ------ | ------ | ------ | ------ | ----- | ----- |
| 6 100 | 13 200 | 12 100 | 12 100 | 12 406 | 10 049 | 9 154 | 7 683 |

## Economía y transporte
Las principales compañías de Dno son una empresa de materiales de construcción (fábrica de estructuras de hierro Keramit), alguna industria textil y los talleres del ferrocarril. El raión de Dnovsky es asimismo conocido por su producción de carne y productos lecheros, así como sus yacimientos de turba.
Dno se sitúa en la intersección de dos vías férreas: Pskov-Bologoye y San Petersburgo-Kiev.